# 前川道介
前川 道介（まえかわ みちすけ、1923年9月2日 - 2010年6月11日）は、日本のドイツ文学者、翻訳家。同志社大学名誉教授。

## 生涯
京都市出身。京都大学文学部卒業。同大学院中退、1954年天理大学助教授、1956年西京大学助教授（1958年、京都府立大学に改称）、1967年同志社大学教授、1989年定年退任し名誉教授。
国書刊行会「ドイツ・ロマン派全集」責任編集を務めた。ドイツ文学の怪奇・幻想文学を多く翻訳し、評論を刊行した。
2001年春、勲三等瑞宝章を受章。2010年、呼吸不全により死去（没年86歳）。

## 著書
- 『日本近代詩入門』（萩原朔太郎覚書、堀書店） 1948
- 『基礎ドイツ語入門』（塩谷饒共編、白水社） 1964
- 『ドイツ怪奇文学入門』（綜芸舎） 1965
- 『ドイツ怪奇物語 夢と戦慄の国を訪ねて』（潮文社） 1980.10
- 『アブラカダブラ奇術の世界史』（白水社） 1991.12
- 『愉しいビーダーマイヤー 19世紀ドイツ文化史研究』（国書刊行会、クラテール叢書） 1993.3
- 『炎と闇の帝国 ゲッベルスとその妻マクダ』（白水社） 1995.7

## 翻訳
- 『約束』（フリードリヒ・デュレンマット、早川書房） 1960、のちハヤカワ文庫 2002
- 『嫌疑』（デュレンマット、早川書房） 1962
- 『名探偵は死なず その誕生と歴史』（W・ゲルタイス、弘文堂） 1962
- 『ピラト』（デュレンマット、三修社、ドイツの文学） 1966
- 『現代ドイツ幻想小説』（種村季弘編、分担訳、白水社） 1970
- 『黒・白・赤』（ミュノーナ、河出書房新社、ドイツ表現主義） 1971
- 『蜘蛛 / ミイラの花嫁』（エーヴェルス、佐藤恵三共訳、創土社） 1973
- 『刺絡 / 死の舞踏』（シュトローブル、創土社） 1974
- 『モナ・リーザ / バッゲ男爵』（ホレーニア、創土社） 1975
- 『吸血鬼』（H・H・エーヴェルス、創土社） 1976
- 『黒い蜘蛛』（イェレミーアス・ゴットヘルフ、新人物往来社、怪奇幻想の文学） 1977.12
- 『奇妙な町』（パウル・エルンスト、新人物往来社、怪奇幻想の文学） 1978.2
- 『あべこべの日』（ハンス・ファラダ、ハヤカワ文庫） 1979.4
- 『精霊たちの庭』（マリー・ルイーゼ・カシュニッツ、ハヤカワ文庫） 1980.12
- 『田園幻想譚』（ハンス・ファラダ、ハヤカワ文庫） 1982.3
- 『金髪のエックベルト』（ティーク、国書刊行会、ドイツ・ロマン派全集1） 1983.8
- 『ブランビラ姫 - カロー風の狂想曲 / クルミ割り人形とネズミの王様』（ホフマン、国書刊行会、ドイツ・ロマン派全集） 1983.7
- 『ぶどう酒綺譚 - ぶどう酒党への秋の贈り物』（ヴィルヘルム・ハウフ、国書刊行会、ドイツ・ロマン派全集） 1984.4
- 『琥珀の魔女』（ヴィルヘルム・マインホルト、本岡五男共訳、創土社） 1984.7
- 『プラークの大学生』（H・H・エーヴェルス、創元推理文庫） 1985.9
- 『第三の魔弾 コンキスタドール異聞』（レオ・ペルッツ、国書刊行会、世界幻想文学大系） 1986.7、のち白水Uブックス 2015
- 『メトロポリス』（テア・フォン・ハルボウ、創元推理文庫） 1988.12
- 『大晦日の夜の冒険 / G市のジェスイット教会 世襲領 / 天真爛漫』（ホフマン、国書刊行会、ドイツ・ロマン派全集） 1989.5
- 『壜の中の世界』（クルト・クーゼンベルク、国書刊行会） 1991.10
- 『白羊宮の火星』（ホレーニア、平田達治共訳、福武文庫） 1991.2
- 『独逸怪奇小説集成』（竹内節編、国書刊行会） 2001.8